# Apeadeiro de 5 de Outubro
O Apeadeiro de 5 de Outubro, igualmente conhecido como Terminal 5 de Outubro, foi uma interface temporária da Linha de Cintura, que servia a zona da Avenida 5 de Outubro, na cidade de Lisboa, em Portugal. Construído na década de 1990, integrava-se na rede ferroviária nacional como um apeadeiro no término de um curto ramal em via dupla, que entroncava na Linha de Cintura, a sul, ao PK 6,7 desta[carece de fontes?].
Servia de estação terminal a duas circulações da Linha de Sintra oriundas da Amadora e do Cacém. A seguir à Estação do Rossio, era a estação que mais servia o centro de Lisboa[carece de fontes?], situando-se junto da avenida epónima e muito próxima da Estação Ferroviária de Entrecampos.[carece de fontes?]

Em 1998, no âmbito da reestruturação da CP Lisboa, causada pela Expo 98 e, pela entrada ao serviço da linha da Ponte 25 de Abril, o Apeadeiro de 5 de Outubro foi demolido e substituído nas suas funções por um prolongamento para oeste da Estação Ferroviária de Entrecampos, no lado norte da Linha de Cintura — a chamada Estação Ferroviária de Entrecampos Poente.[carece de fontes?]